# رون غارفين
رون غارفين هو مصارع محترف كندي، ولد في 30 مارس 1945 في مونتريال في كندا.

## وصلات خارجية
- رون غارفين على موقع WrestlingData.com (الإنجليزية)
- رون غارفين على موقع CageMatch worker (الإنجليزية)
- رون غارفين على موقع قاعدة بيانات المصارعة على الإنترنت (الإنجليزية)
- رون غارفين على موقع عالم المصارعة على الإنترنت (الإنجليزية)
- رون غارفين على موقع عالم المصارعة على الإنترنت (الإنجليزية)
- رون غارفين على موقع IMDb (الإنجليزية)
- رون غارفين على موقع قاعدة بيانات الفيلم (الإنجليزية)